# 福島県立郡山萌世高等学校
福島県立郡山萌世高等学校（ふくしまけんりつ こおりやまほうせいこうとうがっこう）は、福島県郡山市にある定時制単位制・通信制単位制の2つの課程をもつ県立高等学校。

## 概要
福島県県中地区の定時制課程・通信制課程があった高校の再編統合により、2001年（平成13年）に郡山駅前の高層ビル「ビッグアイ」内の8-14階に開校した。定時制・通信制高校にもかかわらず、開校当時の入学試験の倍率は高かった。
通称は「萌世（ほうせい）」。制服はなく、生徒が自分の生活スタイル・学習の経歴に合わせて通うことができる。定時制では3年に1度「樹祭」、通信制では2年に1度「もえぎ祭」という名で文化祭を開催している。定時制は一般公開しているが、通信制は一般公開していない。
定時制課程は、1時限が45分授業。
ビルの高層階にあるため窓は完全に開かない。駅前の高層ビル内にある定時制通信制高校としては他に山形県立霞城学園高等学校がある。

## 学科
- 定時制単位制普通科
  - 昼間主コース（I・II・III時限）
  - 夜間主コース（III・IV・V時限）

※ III時限目は自由選択科目で、これを履修すると3年での卒業が可能となる。
- 通信制単位制普通科

※ 郡山本校以外に県内主要地の高校を会場に協力校スクーリングが行われる。

## 沿革
- 2001年（平成13年）4月 - 旧福島県立あさか開成高等学校定時制課程・通信制課程、福島県立郡山北工業高等学校定時制普通科が統合され福島県立郡山萌世高等学校となる。

## 出身者
- 山ノ内みなみ（陸上競技選手）世界陸上ドーハ大会10000m代表

## 所在地・交通
- JR東日本 東北本線・磐越西線・磐越東線・水郡線郡山駅前 ビッグアイ内 8-14階